# Oficina Federal de Aeronáutica Civil
La Oficina Federal de Aeronáutica Civil (en alemán: Luftfahrt-Bundesamt, abreviado LBA) es la autoridad nacional de aviación civil de Alemania, la cual tiene su sede en Brunswick. Además, mantiene oficinas de apoyo en Düsseldorf, Frankfurt am Main, Hamburgo, Múnich (Aeropuerto), Stuttgart y Berlín, las cuales trabajan reportando directamente al Ministerio Federal de Transporte, Construcción y Desarrollo Urbano.
La LBA es la responsable de desarrollar y mantener las normas de seguridad de aviación. Además, certifica aerolíneas, aeropuertos y aparatos de ensayos tales como simuladores y dispositivos de entrenamiento de vuelos. Algunas de estas tareas son realizadas en el nombre de la Agencia Europea de Seguridad Aérea (EASA). La investigación de accidentes no es responsabilidad de LBA sino de la Oficina Federal Alemana para la Investigación de Accidentes Aéreos.

## Historia
En 1918, cuando la República de Weimar fue establecida, los asuntos de aviación fueron provisionalmente asignados al Ministerio Federal del Interior (Reichsamt des Inneren). Aunque más tarde se estableció la Agencia Federal de Aviación (Reichsluftamt).
Después de la Segunda Guerra Mundial, los temas relacionados con la aviación fueron inicialmente manejados por los Aliados. Algunos de estos asuntos eran transferidos a la Oficina Provisional Federal de Dispositivos Aviónicos e Investigación de Accidentes de Aviación (Vorläufige Bundesstelle für Luftfahrtgerät und Flugunfalluntersuchung) establecida el 15 de septiembre de 1953 en Bonn.
En la República Democrática Alemana, la Administración Central de Aviación Civil (Hauptverwaltung der Zivilen Luftfahrt) fue establecida el 1 de enero de 1961. Aunque el 1 de enero de 1968, esta última fue reemplazada por el Departamento Público de la Aviación de GDR (Staatliche Luftfahrt-Inspektion der DDR).
El 28 de septiembre de 2003, algunas competencias fueron formalmente transferidas a la EASA establecido por Regulation (EC) 1592/2002.